# 座裏屋蘭丸
座裏屋 蘭丸（ざりや らんまる）は、日本の漫画家。

## 経歴
2008年から同人活動として、ダウンロード販売サイトでマンガを配信。
2013年7月、ボーイズラブ雑誌で商業デビュー。その後、読み切り作品を数作発表。
2015年3月、初の単行本『PET契約』を刊行。
2016年4月、予約販売制の『VOID』を刊行。全年齢向けのBL雑誌で連載した作品を、18禁相当の表現へと加筆修正した。事前予約制の完全受注生産のため入手不可。現在は全年齢向けに修正した電子版が流通している。
以降、全年齢向け・18禁の両分野でボーイズラブ（BL）漫画の作品を発表している。＜2019年現在＞

## 単行本
- 『PET契約[注釈 1]』2015年3月
- 『眠り男と恋男[注釈 1]』2015年7月
- 『VOID』2016年4月
- 『コヨーテⅠ』2016年12月
- 『リカー＆シガレット』2018年5月
- 『コヨーテⅡ』2018年8月
- 『シャングリラの鳥Ⅰ』2019年3月
- 『コヨーテⅢ』2020年2月
- 『シャングリラの鳥Ⅱ』2020年10月
- 『コヨーテⅣ』2021年9月

## 作品リスト
- 『待つ花』2013年7月　雑誌PINK GOLD 2<18禁>掲載
- 『眠り男と恋男』2013年12月　雑誌PINK GOLD 3<18禁>掲載
- 『夜を逃げる』2014年6月　雑誌キチクR18<18禁> 掲載
- 『太陽と秘密』2014年10月　雑誌PINK GOLD 5<18禁>掲載
- 『優しいディナー』雑誌BE・BOY GOLD 2014年12月号掲載
- 『眠り男と恋男』続編　2015年2月　雑誌PINK GOLD 6<18禁>掲載
- 『VOID』雑誌BE・BOY GOLD　2015年4月～2015年12月　連載
- 『コヨーテ』　2016年4月～　雑誌Daria連載
- 『リカー＆シガレット』2016年10月号～2018年2月号連載　雑誌リンクス
- 『眠り男と恋男』続々編　2017年2月　雑誌メス堕ちBL<18禁>掲載
- 『シャングリラの鳥』2017年10月-　雑誌Canna連載

## 同人時代の作品
<すべて18禁>
- 『ピュアイズム』2008年4月
- 『休日と砂糖』2008年4月[注釈 2]
- 『mob#1 for Jack』2008年6月
- 『mob#2 for Jack』2009年1月
- 『ZARIA オムニバス -緊縛-』(タカヤ編＆マモル編)　2009年9月
- 『Pet契約』2010年12月
- 『ある男の敗北』2012年5月[注釈 3]

## その他の作品
- BL小説・雑誌のイラスト
- マンガのドラマCD化
- 『BL漫画家ラブシーンがたり』（作家インタビュー集）2017年7月
- 雑誌「ダヴィンチ」BL特集インタビュー・イラスト掲載　2018年11月号